# Tidops balzanii
Tidops balzanii är en mångfotingart som först beskrevs av Filippo Silvestri 1895.  Tidops balzanii ingår i släktet Tidops och familjen Scolopocryptopidae.
Artens utbredningsområde är Paraguay. Inga underarter finns listade i Catalogue of Life.